# Tjakva
För andra betydelser, se Tjakva (olika betydelser).
Tjakva (belarusiska och ukrainska: Чаква) är ett vattendrag i södra Belarus, i Brests voblast, och norra Ukraina, i Rivne oblast.

## Klimat
I omgivningarna runt Tjakva växer i huvudsak blandskog. Runt Tjakva är det ganska glesbefolkat, med 27 invånare per kvadratkilometer.